# Ralph Priso
Ralph Priso, né le 2 août 2002 à Toronto, en Ontario au Canada, est un joueur canadien de soccer. Il joue au poste de milieu défensif aux Whitecaps de Vancouver en MLS.

## Biographie

### En club
Né à Toronto en Ontario au Canada, Ralph Priso commence le soccer à l'âge de quatre ans au Clairlea-Westview SC. Après un passage aux North Toronto Nitros (en) il rejoint le Toronto FC, où il poursuit sa formation. Le 14 octobre 2020, Priso signe son premier contrat avec la franchise de Major League Soccer, en tant que Homegrown Player,.
Le 25 octobre 2020, Ralph Priso fait sa première apparition en équipe première lors d'une rencontre de MLS contre le Union de Philadelphie. Il entre en jeu à la place de Nick DeLeon et son équipe s'incline par cinq buts à zéro.
Le 9 juin 2021, il est prêté à l'équipe réserve du club. De retour en équipe première, Priso inscrit son premier but en professionnel le 22 juillet 2021 face aux Red Bulls de New York. Buteur après son entrée en jeu, il égalise et permet ainsi à son équipe d'obtenir le point du match nul (1-1 score final),. Sorti sur blessure le 15 août 2021 lors d'un match de MLS perdu face au Revolution de la Nouvelle-Angleterre (1-2 score final), Priso doit subir une intervention chirurgicale à la cheville, et est absent jusqu'à la fin de la saison.
Le 9 juillet 2022, Ralph Priso est recruté par les Rapids du Colorado dans un échange où Mark-Anthony Kaye fait le chemin inverse.
Le 12 mars 2024, il est transféré aux Whitecaps de Vancouver en échange de 150 000 dollars de GAM et quelques picks de MLS SuperDraft.

### En sélection
Ralph Priso représente l'équipe du Canada des moins de 17 ans. Avec cette sélection il est retenu pour participer au championnat de la CONCACAF des moins de 17 ans en 2019, puis quelques mois plus tard à la Coupe du monde des moins de 17 ans en 2019. Lors de ce tournoi organisé au Brésil il joue trois matchs, tous en tant que titulaire, mais son équipe, qui s'incline à trois reprises dans la phase de groupes, est éliminée à ce stade de la compétition.

## Vie privée
Ralph Priso est né au Canada mais possède également des origines camerounaises.

## Palmarès

### En club

#### Toronto FC
- Vainqueur du championnat canadien en 2020

#### Whitecaps de Vancouver
- Vainqueur du championnat canadien en 2024
- Finaliste de la Coupe des champions de la CONCACAF en 2025